# Museo del Azúcar
El Museo del Azúcar (original en portugués brasileño: Museu do Açúcar) fue un museo dedicado a la historia de la industria azucarera en Brasil. Fue concebido por Gil de Methódio Maranhão y creado el 3 de agosto de 1960 por la Resolución 1745 del Instituto de Azúcar y Alcohol (IAA). 
La primera exposición fue en Río de Janeiro en la sede de IAA. El museo fue reubicado en Recife el 30 de enero de 1961 y en su propio edificio como la exhibición O Açúcar eo Homem (El azúcar y el hombre) en octubre de 1963. El museo fue diseñado por Carlos Antônio Falcão Correia Lima en el barrio de Casa Forte. El paisajismo fue planeado por el agrónomo Dárdano de Andrade Lima. Aloísio Magalhães organizó plantaciones de caña de azúcar en un diseño con una piedra de molino vertical de la plantación de Vila da Rainha en Río de Janeiro y una piedra de molino horizontal de la plantación de Camaragibe en Pernambuco. El museo adquirió una extensa colección de recuerdos y artefactos. Se organizaron conferencias y cursos y se publicó la Revista do Museu do Açúcar (Revista del Museo del Azúcar) desde 1968 hasta 1973. Los autores de los artículos incluyeron a José Antônio Gonsalves de Mello, Ariano Suassuna, Fernando Pio y Jayme Griz. 
El Museo del Azúcar y sus propiedades fueron adquiridos por el Instituto Joaquim Nabuco de Investigación Social, que ahora es la Fundación Joaquim Nabuco. El museo y todo su patrimonio fueron transferidos al Instituto mediante la Ley nº 6.456 el 26 de octubre de 1977. El museo se convirtió en el Museo del Hombre del Nordeste de la Fundación Joaquim Nabuco, donde se guardan los archivos del museo.